# Гафелно ветрило
Гафелно ветрило – вид косо, ветрило във формата на неправилен трапец, който в горната си шкаторина за закрепва към гафела, а с долния към гика. С предната си шкаторина – към мачтата с помощта на сегарси, релсата с плъздачите или се прошнурова със слаблини.
Появява се в началото на 17 век в резултат на усъвършенстване на латинското ветрило.
Често се поставя съвместно с галф-топсел. Галф-топсел – триъгълно ветрило, което в своята долна страна е закрепено към гафела, а с вертикалната към стенгата.
Шпринтово ветрило – трапецовидно ветрило с остър заден ноков ъгъл, разпъвано от диагонално поставен щок – шпринт, долният край на който се опира на мачтата а горният – в задния нок ъгъл на ветрилото.
Исторически гафелното ветрило е заменено от бермудското.